# Aida Bao
Aida Bao (Santiago de Compostela, 1 de febrero de 1990) es una periodista española de radio y televisión. Actualmente[¿cuándo?] dirige y presenta los informativos del fin de semana en la Cadena SER, incluyendo Hora 14 Fin de Semana y Hora 25 Fin de Semana. Además, colabora con el diario El País mediante la videocolumna semanal Notas de voz en la terraza y es profesora en el Máster de Periodismo UAM - EL PAÍS.

## Biografía
Licenciada en Periodismo por la Universidad de Santiago de Compostela, Aida Bao inició su carrera profesional como becaria en la Cadena COPE y en la Televisión de Galicia. Posteriormente, realizó una beca de dos años en Radio Galicia de la Cadena SER, donde participó en la cobertura del accidente ferroviario del Alvia en Angrois en julio de 2013. Por este trabajo, la emisora recibió el Premio Ondas al Mejor Tratamiento Informativo de un Acontecimiento.
Entre 2014 y 2018, trabajó como reportera de directos e informativos en la delegación noroeste de La Sexta. Durante este periodo, también fue copresentadora y reportera internacional del programa O país máis grande do mundo, emitido en la Televisión de Galicia, realizando reportajes en países como México, Estados Unidos, Cuba, Suiza, Reino Unido o Bélgica.
En 2018 se incorporó a la redacción central de la Cadena SER en Madrid. Hasta 2020 trabajó como redactora en el programa Hoy por Hoy, primero con el equipo de Pepa Bueno y posteriormente con el de Àngels Barceló. En 2020 fue nombrada subdirectora de los informativos del fin de semana de la cadena, y desde 2022 ejerce como directora, presentando los programas Hora 14 Fin de Semana y Hora 25 Fin de Semana.
Desde abril de 2024 colabora con el diario El País mediante la publicación de su videocolumna semanal Notas de voz en la terraza, donde ofrece reflexiones personales sobre la actualidad.
Desde agosto de 2025 se convierte en la presentadora sustituta del programa Malas Lenguas en sustitución de Jesús Cintora 
En paralelo a su actividad periodística, desde 2023 imparte clases de radio en el Máster de Periodismo UAM - El País.

## Familia
Aida Bao proviene de una familia con una destacada trayectoria en el ámbito periodístico gallego. Su padre, Ricardo Bao, ha trabajado como periodista en la Televisión de Galicia, mientras que su madre, Aida Pena, ha desarrollado su carrera en Radio Galicia de la Cadena SER durante más de tres décadas.

## Premios y reconocimientos
- Premio Ondas 2013: La redacción de Radio Galicia de la Cadena SER, de la que Bao formaba parte, recibió el Premio Ondas al Mejor Tratamiento Informativo de un Acontecimiento por su cobertura del accidente del tren Alvia en Angrois.[1]